# برونو مورييرا
برونو مورييرا (6 سبتمبر 1987 بفيلا نوا د فاماليساو في البرتغال - ) هو لاعب كرة قدم برتغالي في مركز الهجوم. شارك مع منتخب البرتغال تحت 16 سنة لكرة القدم ومنتخب البرتغال تحت 17 سنة لكرة القدم. أما مع النوادي، فقد لعب مع سسكا صوفيا وموريرينسي ونادي باسوش دي فيريرا ونادي فارزيم وناسيونال ماديرا ونادي تشافيس وG.D. Joane ‏ وS.C. Braga B ‏.

## روابط خارجية
- برونو مورييرا على موقع قاعدة بيانات كرة القدم.إي يو (الإنجليزية)
- برونو مورييرا على موقع Soccerway.com (الإنجليزية)
- برونو مورييرا على موقع AS.com (الإسبانية)